# Pinto (Ñuble)
Pinto é uma comuna da província de Ñuble, localizada na Região de Biobío, Chile. Possui uma área de 1.164,0 km² e uma população de 9.875 habitantes (2002).